# Ivan Matoušek (důstojník)
Ivan Matoušek (8. října 1912 Pelhřimov – 20. září 1944 Flin, Lotrinsko) byl důstojník Československé armády a armády Svobodné Francie, bratr Heleny Patočkové-Matouškové, manželky filosofa Jana Patočky.

## Život

### Mládí a činnost v ČSR
Rodiči Ivana Matouška byli úředník Cyril Matoušek a Hedvika Matoušková, rozená Kolandová. Ivan měl ještě dva sourozence – starší sestru Helenu (*1910, pozdější manželku filosofa Jana Patočky) a mladšího bratra Alexandra (*1923).
První léta života strávil v Pelhřimově, pak se rodina kvůli služebním povinnostem Cyrila Matouška přestěhovala do Bratislavy. V letech 1922–1930 studoval na gymnáziích v Bratislavě, Zvolenu a v Praze. V roce 1928 zemřel předčasně jeho otec Cyril.
Krátce po složení maturity se 15. července 1930 Ivan Matoušek přihlásil do armády a 1. října nastoupil vojenskou službu u dragounského pluku 10 v Berehovu na Podkarpatské Rusi. Zde setrval do 28. ledna 1932, kdy jako četař odešel do zálohy. Na podzim téhož roku zahájil studium práv na Karlově univerzitě, které ovšem musel pro nedostatek prostředků po dvou semestrech přerušit. Usadil se v Říčanech u Prahy a začal pracovat jako úředník státní finanční správy, stále se však zúčastňoval i kurzů a cvičení pro důstojníky v záloze.
Dne 1. května 1935 nastoupil do činné vojenské služby a sloužil jako podporučík, od 1. října 1935 jako poručík československého jezdectva v Mukačevu. Od září roku 1937 do prosince 1938 se jeho novým působištěm staly Košice, jen od února do dubna roku 1938 byl krátce převelen do Prešova. Po Mnichovském diktátu byl 17. prosince 1938 přemístěn k dragounskému pluku 1 do Dolního Slivna a 22. května 1939 nakonec z armády uvolněn.

### Zahraniční odboj
Dne 13. srpna 1939 přeběhl z tehdejšího Protektorátu Čechy a Morava přes Frýdek-Místek, Bílý Kříž a Slovensko do Polska, kde se 23. srpna v Małych Bronowicích přihlásil k odvodu do armády. Po německém útoku na Polsko se spolu s dalšími československými dobrovolníky vydal do Rumunska, kam dorazil 19. září 1939. Zde mu Heliodor Píka pomohl zajistit cestu lodí na Blízký východ. Ivan Matoušek se tak přes Konstantinopol, Alexandrii, Tel Aviv a Bejrút dostal 27. října 1939 až do francouzského Marseille. Následujícího dne dorazil do tábora v Agde, který se stal shromaždištěm a výcvikovým střediskem jednotek československé zahraniční armády.
Ve Francii se v rámci 1. pěšího pluku zúčastnil bojů s německou armádou, ovšem po kapitulaci Francie byl spolu s dalšími československými vojáky evakuován do Anglie, kam připlul 7. července 1940. Dne 7. března 1941 byl povýšen na nadporučíka československé armády a 5. prosince 1942 získal povolení exilového prezidenta Edvarda Beneše ke vstupu do armády Svobodné Francie (FFL – Forces Françaises Libres). V lednu 1943 tak přes nigerijský Lagos a Belgické Kongo vycestoval do Egypta, kam přijel počátkem března 1943. V následujících měsících se zúčastnil bojů v Tunisku a Maroku. Po přesunu francouzských jednotek do Anglie (duben – červenec 1944) se zúčastnil i vylodění v Normandii.

### Osvobození Paříže, smrt
Dne 25. srpna 1944 velel ozbrojenému doprovodu generála Charlese de Gaulla při jeho příjezdu do Paříže a téhož dne se svou četou osvobodil Bourbonský palác (sídlo Francouzského Národního shromáždění). O dva dny později se zúčastnil bojů o letiště Bourget. Po osvobození Paříže se přesunul do Lotrinska.
Padl 20. září při pokusu o záchranu zraněných spolubojovníků během bojů na řece Meurthe ve vesnici Flin v Lotrinsku.
Nejprve byl pohřben v nedaleké obci Moyen, ale počátkem 60. let 20. století byly jeho ostatky přeneseny na československý vojenský hřbitov La Targette u Neuville-Saint-Vaast. In memoriam byl 4. září 1945 jmenován rytířem Řádu Čestné legie, k 1. září 1946 povýšen na štábního kapitána pěchoty československé armády a 28. října 1997 na plukovníka Armády České republiky.